# تپه سرتیتان
تپه سرتیتان مربوط به دوره سلجوقیان - دوره اشکانیان است و در شهرستان گیلانغرب، بخش مرکزی، دهستان حومه، ۱۰۰۰ متری جنوب روستای سرتیتان واقع شده و این اثر در تاریخ ۲۶ اسفند ۱۳۸۷ با شمارهٔ ثبت ۲۵۶۵۴ به‌عنوان یکی از آثار ملی ایران به ثبت رسیده است.